# Avram Iancu (Alba)
Avram Iancu (bis 1924 Vidra de Sus, ungarisch Felsővidra, deutsch Ober-Vidra) ist eine rumänische Ortschaft im Kreis Alba in der Region Siebenbürgen.

## Lage

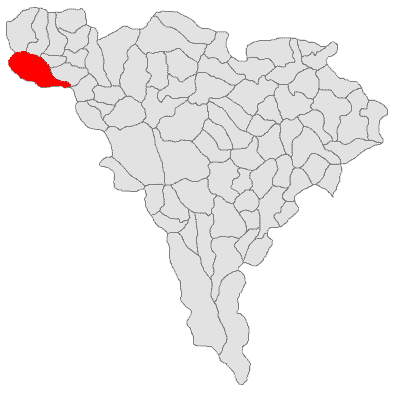
Lage der Gemeinde Avram Iancu im Kreis Alba

Die Gemeinde im Nordwesten des Kreises Alba am Arieșul Mic, einem Quellfluss des Arieș, besteht aus 33 Dörfern und vielen kleinen Weilern. Mit insgesamt ca. 1800 Einwohnern, umfasst die Gemeinde eine Fläche von 9740 Hektar. 24 Kilometer von Câmpeni und ca. 100 Kilometer nordwestlich der Kreishauptstadt Alba Iulia, liegt der Ort umgeben von Wäldern im Zentrum des Apuseni-Gebirges und ist ein Ausgangspunkt für das Găina-Gebirge. Er ist ein Zentrum des historischen Motzenlandes.

## Geschichte
Der Ort Vidra, zu dem das heutige Avram Iancu gehört, wurde 1595 erstmals urkundlich erwähnt. Damals gehörte er zum Fürstentum Siebenbürgen. Später fasste man die Dörfer im Tal des Arieșului Mic unter dem Namen Râul Mic zusammen. Die Entität des heutigen Dorfes wurde erstmals 1839 unter den Bezeichnungen Felső-Vidra bzw. Vidra Gyin Szusz offiziell aktenkundig. Eine nichturkundliche Erwähnung von Vidra de Sus erfolgte jedoch bereits 1739 im Rahmen einer Schenkung. Die Bewohner Avram Iancus beschäftigten sich lange vorwiegend mit Landwirtschaft (besonders Viehzucht) und Bergbau. 1824 wurde hier der Volksheld der siebenbürgisch-rumänischen Revolution von 1848 Avram Iancu geboren. In einer österreichischen Publikation von 1863 wird Felső-Vidra als das ansehnlichste Dorf der gesamten Region dargestellt. Nach dem Ersten Weltkrieg gelangte der Ort von Österreich-Ungarn an Rumänien. Er behielt zunächst den offiziellen rumänischen Namen Vidra de Sus. Anlässlich des 100. Geburtstages von Avram Iancu wurde die Gemeinde zu Ehren des Volkshelden umbenannt und erhielt ihren heutigen Namen.

## Bevölkerung
Die Bevölkerung der Gemeinde Avram Iancu entwickelte sich wie folgt:
| 1850 | 1.953 | 1.953 | - | - | -              |
| 1900 | 3.112 | 3.089 | 3 | - | 20             |
| 1930 | 3.880 | 3.872 | 3 | - | 5              |
| 1966 | 4.020 | 3.931 | 1 | 1 | 87             |
| 2002 | 1.865 | 1.772 | 1 | 2 | 90             |
| 2021 | 1.271 | 989   | - | - | 282 (175 Roma) |

## Sehenswürdigkeiten
- „Casa Iancului“, ein altes Holzhaus mit Schindeldach, gebaut am Anfang des 19. Jahrhunderts von Avram Iancus Vater, Alisandri Iancu, wurde 1924 in ein Museum umgewandelt und unter Denkmalschutz gestellt.[8]
- Die Büste Avram Iancus, 1968 im Zentrum des Ortes neben der Schule errichtet, steht unter Denkmalschutz.[9]

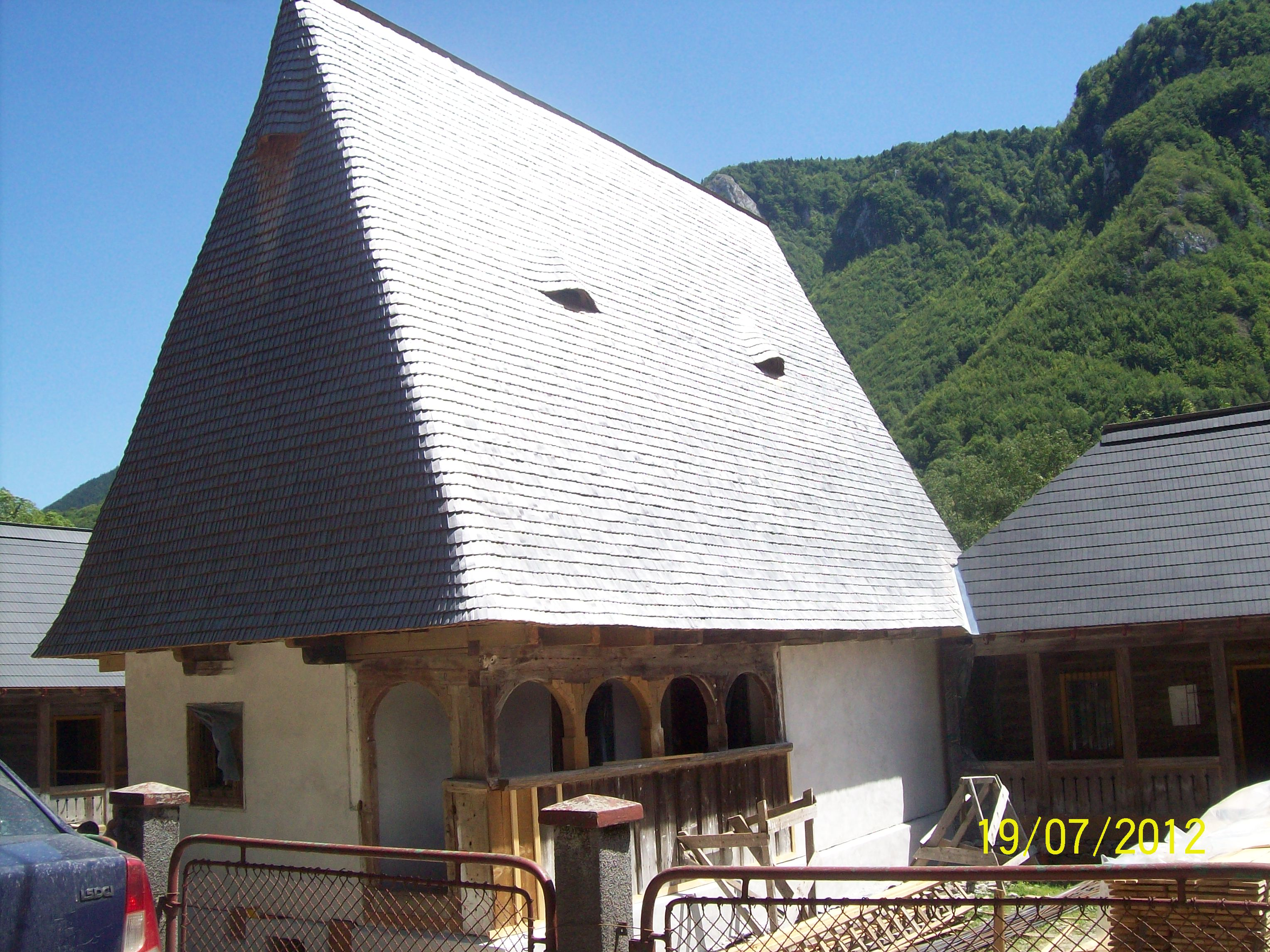
Geburtshaus von Avram Iancu, heute Museum